# Het hemelhuis
Het hemelhuis is het zesde stripverhaal van Jommeke. De reeks wordt getekend door striptekenaar Jef Nys.

## Personages
- Jommeke
- Flip
- Theofiel
- Marie
- Filiberke
- Annemieke
- Rozemieke
- Polleke
- kleine rollen : Pekkie, professor Gobelijn, moeder van Polleke (naamloos)

## Verhaal
Als Jommeke en Flip gaan vissen komt er een mandje aangedreven. Daarin zit een baby en een brief waarin de moeder de vinder vraagt goed voor het kind, genaamd Polleke, te zorgen daar ze niet lang meer te leven heeft. Jommeke vermoedt dat zijn ouders het kind niet in huis willen en besluit de baby voor hen te verbergen. Hij vraagt Annemieke en Rozemieke om hem als moeders te helpen. Ook Filiberke komt voor de baby zorgen.
Ze besluiten in de tuin een houten huis te bouwen, genaamd Hemelhuis. Daar willen ze Polleke verbergen. Het moet er als een hemel voor hem zijn. Doorheen het verhaal dreigt Jommekes vader Theofiel Polleke meermaals te ontdekken. Telkens lukt het de kinderen om het bestaan van Polleke geheim te houden. Professor Gobelijn wordt erbij geroepen als Polleke ziek wordt.
Op een dag ontdekt Jommekes moeder Marie het briefje uit de mand. Zo komen Marie en Theofiel op de hoogte van het bestaan van Polleke. Zij steunen de kinderen in hun zorgen voor het kindje. Tijdens een wandeling komen Jommeke en zijn vrienden opnieuw op de plaats waar ze Polleke vonden. Daar vinden ze nu de moeder van het kindje die bij wonder genezen is. De kinderen herenigen moeder en kind en bij het Hemelhuis wordt een groot feest op de goede afloop gehouden.

## Achtergronden bij het verhaal
- Het begin van dit verhaal is geïnspireerd op het Bijbelverhaal van Mozes die ook als kind in een mand te vondeling werd gelegd. Er wordt ook uitdrukkelijk naar verwezen.
- Professor Gobelijn komt voor de tweede maal in de reeks terug als personage en is zo het eerste personage naast Jommeke, zijn ouders en vrienden, die een terugkerende rol krijgt.
- Dit is een van de populairste Jommekesalbums. In een bevraging van stripspeciaalzaak.be-lezers eindigde het album op nummer 10.[1]
- Het Hemelhuis zal jaren later opnieuw te zien zijn in het stripverhaal De Vogelvriend.